# Louis Segond
Pour les personnes ayant le même patronyme, voir Segond.
Louis Segond, né le 3 mai 1810 à Plainpalais et mort le 18 juin 1885 à Genève, est un pasteur et théologien protestant suisse. Il traduit entre 1874 et 1880 la Bible en français connue comme la Bible Segond à partir des textes en hébreu et en grec.

## Biographie

### Jeunesse et formation
Louis Segond naît à Plainpalais, commune devenue un quartier de Genève. Il est issu d'un milieu modeste. Son père, catholique d'origine française qui a servi dans l'armée napoléonienne, tient une échoppe de cordonnier dans la rue de la Croix-d'Or à Genève. Sa mère est genevoise et protestante, et les deux fils du couple sont baptisés dans l'Église protestante de Genève.
Il s'inscrit en 1826 à l’Académie de Genève où il étudie les sciences naturelles et la médecine, puis décide d'entreprendre des études de théologie, qu'il effectue à la faculté de théologie protestante de Strasbourg. Durant ses études, il remporte un concours organisé par la Compagnie des pasteurs de Genève sur le thème du dogme de l’immortalité de l’âme chez les Hébreux[réf. souhaitée]. En 1834, il soutient une thèse de baccalauréat en théologie avec une étude critique du Livre de Ruth et il prend un poste pastoral à Genève. En 1835 il présente une étude critique et exégétique du livre de l'Ecclésiaste pour sa thèse de licence de théologie et un travail en latin sur la représentation vétéro-testamentaire du Shéol, puis en 1836, il soutient une thèse de doctorat en théologie intitulée De la nature de l'inspiration chez les auteurs et dans les écrits du Nouveau Testament.

### Carrière professionnelle
En 1836, il fonde à Genève une société d’exégèse du Nouveau Testament qui subsiste jusqu’en 1841. Entre 1838 et 1840, il prépare des cours libres sur l’histoire de la langue hébraïque (1838) et sur l’interprétation de la Genèse (1839-1840). En 1840, il est nommé pasteur de la paroisse de Chêne-Bougeries, près de Genève, où il exerce son ministère durant vingt-quatre ans, tout en poursuivant des recherches sur la langue hébraïque et l’Ancien Testament. Il publie notamment, en 1841, le Traité élémentaire des accents hébreux, en 1856 la Géographie de la Terre sainte et en 1864 la Chrestomathie biblique qui est une ébauche d’une traduction complète de la Bible. Il se consacre ensuite à l'enseignement de l'hébreu biblique et de l’Ancien Testament à l’Académie de Genève.

### Traduction de l'Ancien Testament
En juillet 1864, il démissionne de ses fonctions paroissiales et se met à la disposition de la Compagnie des pasteurs de Genève qui souhaite une nouvelle traduction de l'Ancien Testament, à la fois fidèle aux textes originaux et exprimée dans une langue actuelle[réf. souhaitée]. Il signe avec la Compagnie des pasteurs de Genève une convention qui stipule que le travail de traduction de l'Ancien Testament sera établi en six ans et qu'à la fin de chaque année, il rendra compte de son avancement, tout en ayant le dernier mot dans l'éventualité de remarques de la Compagnie des pasteurs. Après avoir calculé le nombre de versets qu'il aura à traduire chaque jour, Louis Segond se met au travail. Sa traduction est achevée fin 1871, cependant, la publication avait été faite progressivement. La version intégrale, datée de 1874 est publiée en 1873 aux éditions Cherbuliez. Elle sera rééditée en 1910 avec le Nouveau Testament par la Société biblique britannique et étrangère sous le titre « La Sainte Bible par Louis Segond, docteur en théologie, d'après les textes originaux hébreu et grec ».

### Traduction du Nouveau Testament et professorat
En 1872, Louis Segond est nommé professeur d’hébreu et d’exégèse de l’Ancien Testament à la faculté de théologie protestante de Strasbourg. Il entreprend, sur la base de l’édition critique de Constantin Tischendorf, la traduction du Nouveau Testament. L'Évangile de Matthieu est publié en 1878, l'Évangile de Jean en 1879 et enfin, l'intégralité du Nouveau Testament paraît en 1880 aux Éditions Cherbuliez. La première publication de sa traduction de l'Ancien Testament est datée de 1874. Les deux seront publiées en un seul volume pour la première fois à Oxford en 1880. Elle est durant un siècle la référence au sein du protestantisme français.
On lui doit également la traduction des Monologues de Schleiermacher, publiée à l'occasion du centenaire de la naissance de Friedrich Schleiermacher, en 1868. 300 000 exemplaires sont ainsi édités entre 1880 et 1910.

### Éditions de la Bible Segond
- La Bible Segond 1880 en livre virtuel.
- Tome 1 et Tome 2.